# Hillin (Trèves)
Hillin de Trèves ou Hillin de Falmagne (en allemand Hillin von Falmagne ou Hillin von Fallemanien, Fallenmaigne ou Falemagne; en latin Hillinus Trevirensis) (vers 1100 - 23 octobre 1169 à Trèves) est un prélat allemand né vers 1100 et mort le 23 octobre 1169. Il fut archevêque de Trèves de 1152 à sa mort.

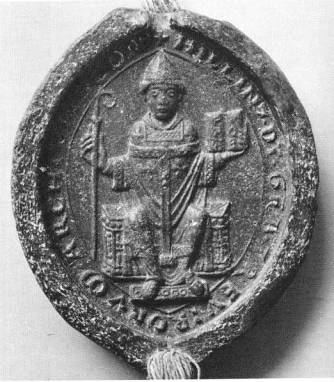
Sceau d'Hillin de Falmagne.

## Biographie
Hillin est issu de la famille des seigneurs de Falmagne dans la région de Dinant. Il a reçu sa formation en France. Il semble avoir été un homme instruit qui avait des liens avec Bernard de Clairvaux, Hildegarde de Bingen et Élisabeth de Schönau.
Hillin arrive à Trèves en 1130 et y dirigea l'école de la cathédrale à partir de 1142. En 1150, il est nommé doyen de la cathédrale et en 1152, il est élu archevêque de Trèves, succédant à Albéron de Montreuil. La même année, Frédéric Barberousse devint roi des Romains. Hillin a soutenu son élection et a participé à la campagne italienne que le roi mène en 1154/55. Hillin était présent au couronnement impérial de Barberousse en tant que légat du pape Adrien IV.
Avec l'aide de Barberousse, Hillin se défendit contre le comte palatin Conrad Ier du Palatinat, qui, en tant que demi-frère de l'empereur, soutenait les citoyens de Trèves dans leurs efforts pour atteindre l'immédiateté impériale. Dans le conflit entre Barberousse et la papauté en 1159, Hillin se rangea d'abord du côté de l'empereur et reconnut l'antipape Victor IV, qui en fit également son légat. Cependant, en 1165, Hillin change d'avis et reconnait Alexandre III comme Pape légitime.
La construction du côté est de la cathédrale de Trèves remonte à la période d'Hillin. Le 24 août 1156, il consacre l'église abbatiale Maria Laach, qui n'est pas encore complètement achevée. Parmi ses constructions séculaires, Hillin a fortifié les châteaux de Manderscheid et de Dreis en y ajoutant des tours. Vers 1160, il agrandit encore le château d'Ehrenbreitstein ; il rénove les maisons de l'archevêque, approfondit le fossé du col, construit le donjon pentagonal à l'arrière et fait construire une citerne.
Il meurt à Trèves mais l'emplacement de son inhumation est inconnu.

## Sources
- (de) Cet article est partiellement ou en totalité issu de l’article de Wikipédia en allemand intitulé « Hillin von Falmagne » (voir la liste des auteurs).